# Hundtjärnen (Grundsunda socken, Ångermanland)
Hundtjärnen är en sjö i Örnsköldsviks kommun i Ångermanland och ingår i Gideälven-Idbyåns kustområde.